# Grenze zwischen den Vereinigten Staaten und Mexiko

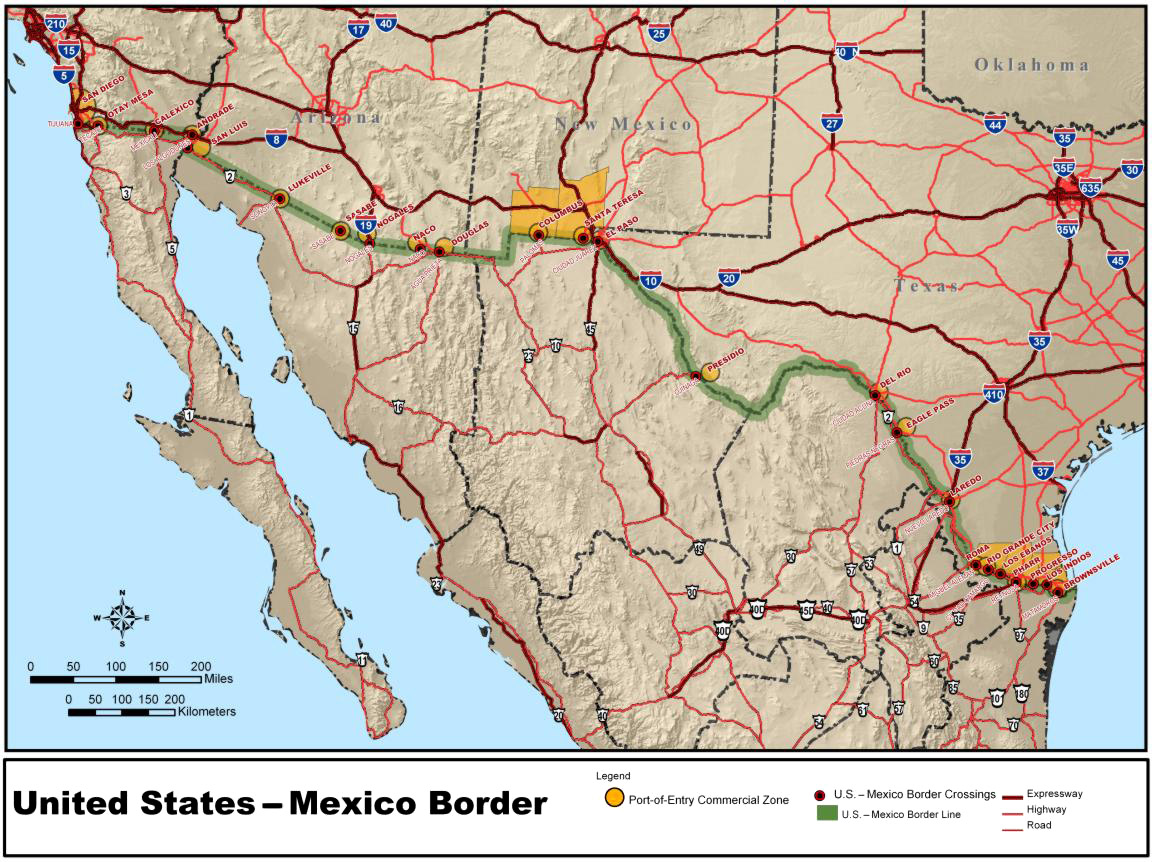
Grenze zwischen Mexiko und USA entlang vier amerikanischer und sechs mexikanischer Bundesstaaten

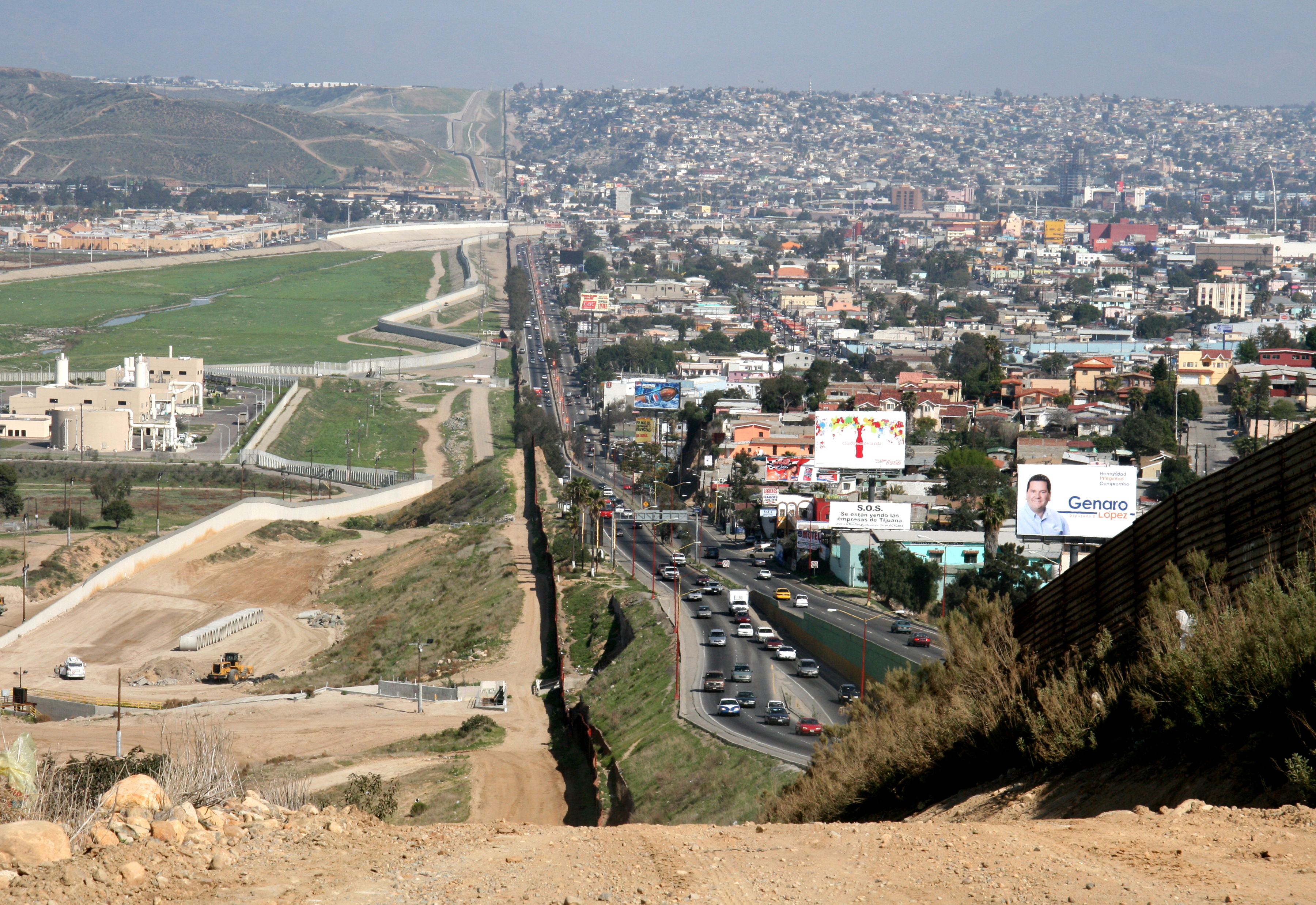
Grenzbefestigung zwischen San Diego (USA, links) und Tijuana (Mexiko), 2007

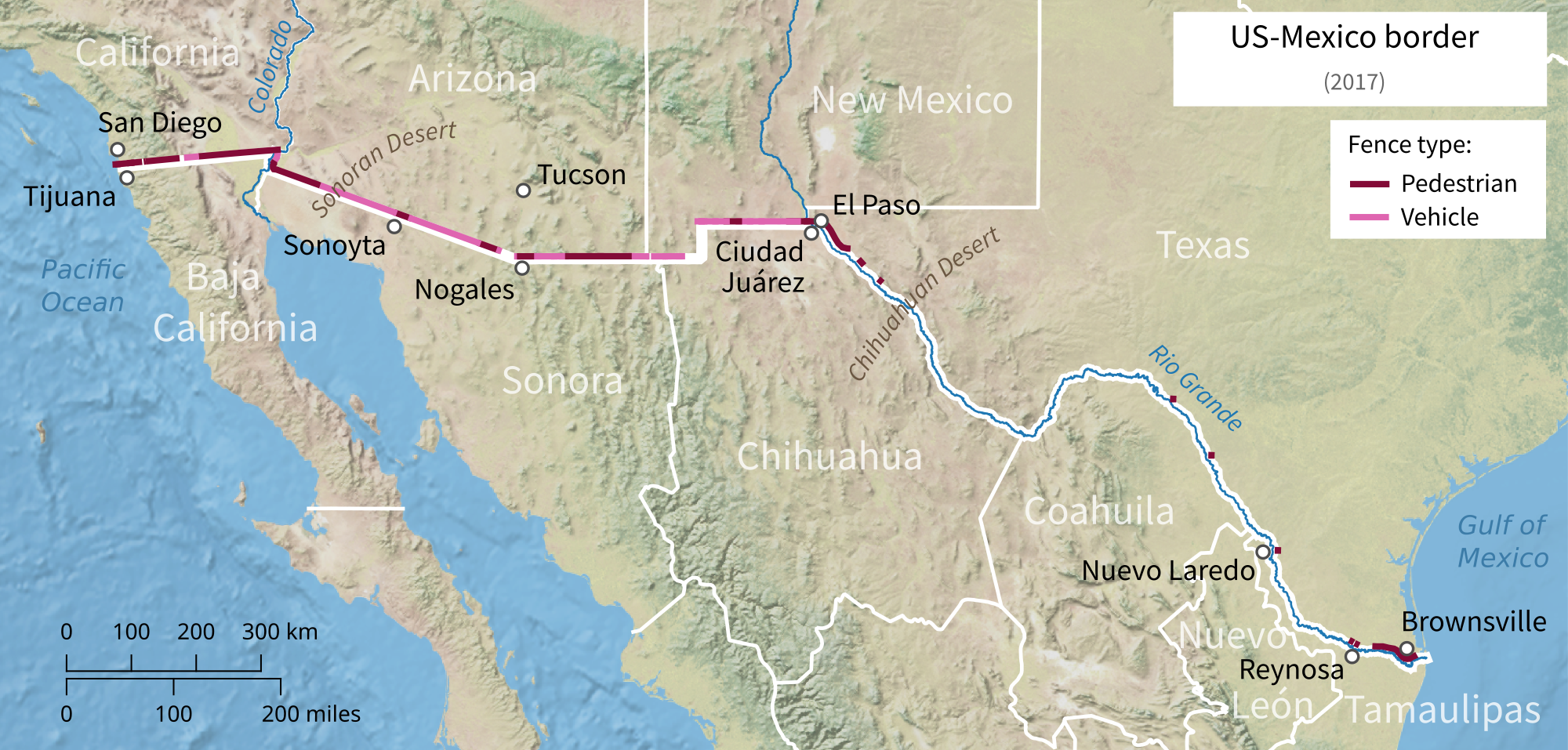
Ausbau des Grenzzauns zwischen Mexiko und den USA (Stand 2017)

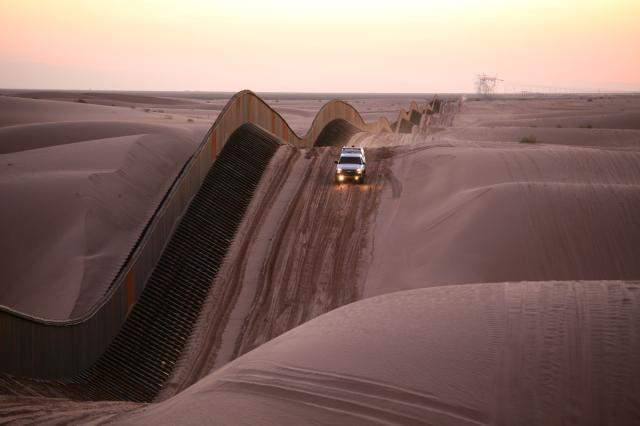
Spezial-Grenzzaun für Wüstengebiete, der an Wanderdünen angepasst werden kann (Algodones-Dünen, Kalifornien)

Die Grenze zwischen den Vereinigten Staaten und Mexiko ist 3145 Kilometer lang. Sie verläuft zwischen San Diego (Kalifornien) und Tijuana (Baja California) am Pazifik im Westen sowie zwischen Matamoros (Tamaulipas) und Brownsville (Texas) am Golf von Mexiko im Osten. Dabei durchläuft sie etwa in Ost-West-Richtung eine Vielzahl an Landschaften, die zwischen Großstädten und unwirtlichen Wüstenstrecken kontrastieren. Östlich von El Paso (Texas) und Ciudad Juárez (Chihuahua) folgt die Grenze dem Verlauf des Rio Grande bis zum Golf von Mexiko. Westlich dieser Grenzsektion, die in einem binationalen Ballungsgebiet liegt, verläuft die Grenze quer durch die Sonora- und die Chihuahua-Wüsten, das Coloradodelta und den nördlichsten Punkt der niederkalifornischen Halbinsel bis zum Pazifischen Ozean.
An dieser Grenze starben von 1998 bis 2016 laut Grenzschutz 6.951 Menschen (vor allem an Hitze, an Kälte, durch Ertrinken in einem Grenzfluss oder durch eine Schussverletzung), die versuchten, in die USA einzuwandern.

## Länge
Nach Angaben der 1889 für die Verwaltung der Grenze gegründeten International Boundary and Water Commission ist die Grenze insgesamt 3145 Kilometer (1954 Meilen) lang, davon verlaufen 2020 km in der Mittellinie des Rio Grande. Es folgen 860 km Landgrenze bis zum Colorado River, 39 km auf der Mittellinie des Colorado und die restlichen 227 km wieder an Land. Auf das Gebiet des US-Bundesstaates Kalifornien entfallen 227 Kilometer der Grenze zu Mexiko.
Ein Anfang der 1990er Jahre fertiggestellter 22,5 Kilometer langer Grenzzaun zwischen dem Otay Mesa Border Crossing in San Diego (Kalifornien) und dem Pazifischen Ozean ist als „Tortilla wall“ bekannt.

## Geschichte
Der heutige Grenzverlauf ist das Ergebnis des Gadsden-Kaufs von 1853, in dem die USA von Mexiko die südlich des Gila Rivers liegenden Teile von Arizona und New Mexico kauften.

### Kolonialzeit
Das Vizekönigreich Neuspanien beanspruchte zur Zeit seiner größten Ausdehnung nahezu das gesamte zentrale und westliche Nordamerika. Reale politische Gewalt konnte es aber nur über dessen südlichen Teil ausüben. Zwischen der spanischen Kolonie und den britischen Kolonien, aus denen die USA wurden, lag das französische Louisiana. 1762 trat Frankreich Louisiana an Spanien ab, eine wirkliche Grenze zwischen den spanischen und den britischen Kolonien entstand dadurch aber nicht, weil es keinerlei Kontakte der Kolonisten durch die nur von Indianern bewohnten Great Plains gab. 1803 zwang Napoleon Spanien, Louisiana wieder an Frankreich herauszugeben, er verkaufte es aber bereits 1804 im Louisiana Purchase an die inzwischen selbständigen USA weiter.

### USA und Mexiko

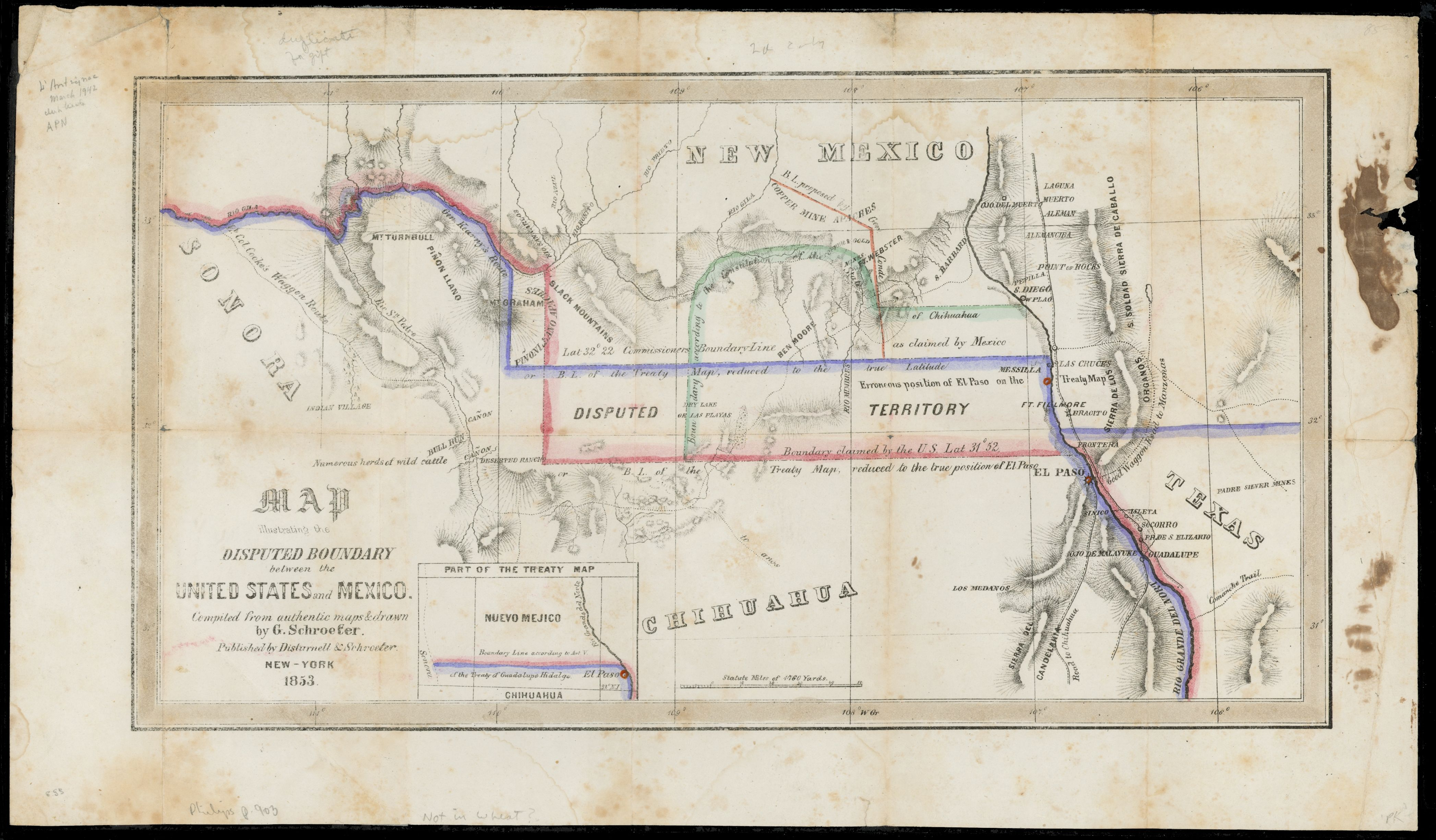
Disturnell & Schroeter, Map Illustrating the Disputed Boundary Between the United States and Mexico, 1853

Als Mexiko zwischen 1810 und 1822 seine Unabhängigkeit von Spanien errang, entwickelten sich einerseits Konflikte um Texas und andererseits Handelskontakte zwischen St. Louis und Santa Fe auf dem Santa Fe Trail. Amerikanische Pelzhändler drangen über den Hauptkamm der Rocky Mountains in formal mexikanisches Gebiet vor, das aber weit außerhalb der realen Reichweite der mexikanischen Staatsmacht lag. 1847 gründete die Kirche Jesu Christi der Heiligen der Letzten Tage (Mormonen) auf ebenso formal mexikanischem Gebiet ihre Stadt Salt Lake City und ihr Territorium Deseret, aus dem der spätere US-Bundesstaat Utah hervorgehen sollte. Die Konflikte eskalierten um Texas und Kalifornien im Mexikanisch-Amerikanischen Krieg von 1846 bis 1848, in dem Mexiko massive Gebietsverluste hinnehmen musste: Seine Provinzen Alta California und Santa Fe de Nuevo México gingen an die USA. Die dadurch entstandene Grenzlinie wurde 1853 durch den Gadsden-Kauf nur noch geringfügig zugunsten der USA geändert. 1889 wurde die International Boundary and Water Commission gegründet, die seitdem für die Vermessung der Grenze zuständig ist und in der eventuelle Dispute geklärt werden. Insbesondere ist die Kommission dafür verantwortlich, die Grenzlinie anzupassen, wenn sich der Lauf des Rio Grande verlagert. Seit 1906 liegt bei der Kommission auch die Zuständigkeit für die Verteilung der Wasserressourcen zwischen den beiden Staaten.
Nach mehreren Grenzverletzungen durch den mexikanischen Milizionär Pancho Villa entsandten die Vereinigten Staaten 1916 ein Expeditionscorps unter der Leitung von John J. Pershing zur später sogenannten Mexikanischen Expedition. Die Operation erzielte einzelne militärische Erfolge, war aber politisch ein Fiasko. Der Einmarsch von US-Truppen diente den Rebellen um Villa als Motivation und wurde zu einem diplomatischen Konflikt mit Mexiko-Stadt. Mit dem Eintritt der USA in den Ersten Weltkrieg 1917 wurden die Truppen aus Mexiko abgezogen und General Pershing zum Oberbefehlshaber der US-Einheiten in Europa ernannt.
Weitere Verträge von 1933, 1944 und 1963 passten die Zuständigkeiten der International Boundary and Water Commission an und etablierten gemeinsame Gewässerbau-Projekte. Im Vertrag von 1970 wurden alle noch offenen Fragen zum Lauf der Grenze und der Wasserverteilung beantwortet und das Ziel der Renaturierung des Rio Grande vereinbart. Seitdem gibt es auch gemeinsame Projekte im Naturschutz.

## Überquerungen

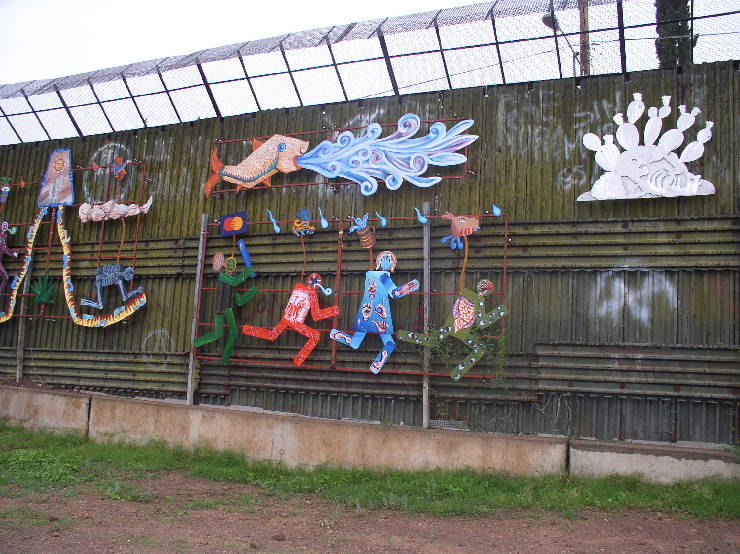
Grenzzaun von mexikanischer Seite in Nogales

Durch die intensiven wirtschaftlichen und familiären Verflechtungen zwischen den USA und Mexiko ist die Grenze eine der weltweit am häufigsten überquerten. Im Jahr 2006 wurden knapp 250 Millionen legale Überquerungen gezählt. Der Handel zwischen den beiden Staaten ist durch NAFTA und die durch das Abkommen beschleunigte Verlegung des produzierenden Gewerbes nach Mexiko kontinuierlich gestiegen.
2012 wurde die Zahl der illegalen Einwanderer aus den Ländern Mexiko, Guatemala, El Salvador, Honduras, Nicaragua und Ecuador in die USA auf jährlich 350.000 geschätzt, 2017 wurde hier von mindestens 400.000 Menschen ausgegangen. Der Waffenschmuggel Richtung Süden nach Mexiko sowie der Drogenschmuggel von Südamerika her sind ständige Themen in den Grenzgebieten, weswegen die Grenze der Vereinigten Staaten zu Mexiko vor allem von den USA her wesentlich stärker bewacht wird als die der USA zu Kanada. Der bestehende Grenzzaun wird aufgrund des Secure Fence Act of 2006 des Kongresses der Vereinigten Staaten auf eine Länge von 1125 Kilometer erweitert. Bis zum Ende der Bauarbeiten und der Verdopplung der Einsatzstärke der United States Border Patrol (Grenzschutzbehörde des Bundes) übernimmt die Nationalgarde im Rahmen der Operation Jump Start die Sicherung der Grenze mit ungefähr 6000 Mann.
Zwischen 1850 und 2015 wanderten ungefähr 12 Millionen Mexikaner in die USA ein. Die Einwanderung war bis zur Reform des Einwanderungsgesetzes von 1965 legal oder konnte nachträglich leicht legalisiert werden. Das Jahr 1954 war eine Ausnahme, in der Operation Wetback versuchte der damalige Immigration and Naturalization Service die Zahl illegal eingereister Mexikaner massiv zu reduzieren. In diesem Jahr wurden über eine Million Migranten abgeschoben, mindestens dieselbe Zahl verließ die USA freiwillig unter dem Druck der Maßnahme. Als die sozialen und wirtschaftlichen Folgen bekannt wurden, nahm die Verfolgung wieder ab.
Vor 1965 galten rassistische Regelungen, die Ende des 19. Jahrhunderts gegenüber Einwanderern aus Asien eingeführt wurden und in den 1920er Jahren modifiziert auch für verschiedene europäische Nationen galten. Mit der Reform von 1965 sollten alle Nationalitäten gleich behandelt werden, es wurde eine Quote von 20.000 Einwanderern pro Nation und Jahr festgelegt. Vorrang hatten Familienangehörige von Einwohnern der USA und Menschen mit besonderen Qualifikationen. Für die meisten Mexikaner und andere Lateinamerikaner war damit die Tür zur legalen Einwanderung geschlossen.
In Folge der Weltfinanzkrise von 2008 kam diese Zuwanderung aus Mexiko bis 2012 jedoch zum Stillstand und bis 2015 kehrte sich die Bewegungsrichtung um. Mehr Mexikaner und Familienangehörige verließen die USA als neu einreisten. Stattdessen nahm die Zahl der Einwanderer aus Ländern südlich von Mexiko zu. Unter den in den USA ohne Personaldokumente Aufgegriffenen überstieg 2014 erstmals die Zahl der Nicht-Mexikaner diejenige der Mexikaner. Sie kommen vor allem aus El Salvador, Guatemala und Honduras. Siehe: Flüchtlingskrise in Zentral- und Nordamerika

## Ausbau, aktuelle Diskussionen

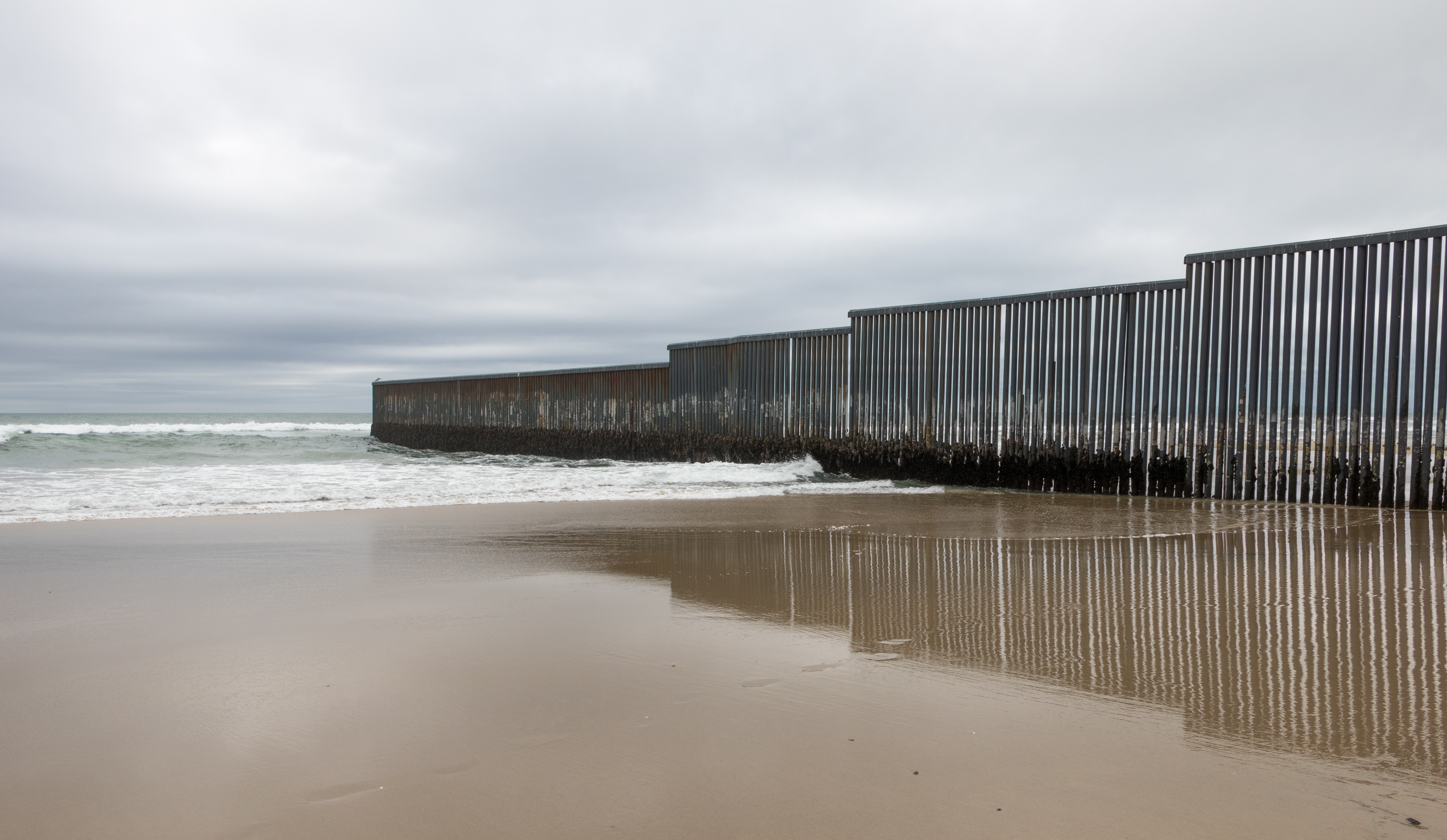
In den Pazifik hineinreichende Grenzbefestigung bei Tijuana

Versuche, die Grenze aktiv zu sichern, gab es ab den frühen 1990er Jahren auf lokaler Ebene. Die illegale Einwanderung wurde erstmals 1992 im Präsidentschaftswahlkampf zwischen George H. W. Bush (Republikanische Partei) und Bill Clinton (Demokraten) zu einem hart umstrittenen Thema. In beiden Parteien gab es zahlreiche Befürworter einer verstärkten Grenzsicherung. In den folgenden Jahren ließ die Bundesregierung erste Grenzsicherungsmaßnahmen durchführen. So wurde unter anderem 1994 durch Bill Clinton die Operation Gatekeeper initiiert; am 30. September 1996 trat nach Verabschiedung durch den 104. US-Kongress der Illegal Immigration Reform and Immigrant Responsibility Act in Kraft.
Erste Grenzzäune wurden in Kalifornien bei San Diego, Arizona und in Texas errichtet. Zudem wurde Steuergeld aus dem US-Haushalt für neue Abschiebeeinrichtungen bereitgestellt und mehrere hundert Grenzbeamte wurden nach Kalifornien und Arizona entsandt. Der Ausbau der Grenze hatte zur Folge, dass sich immer mehr Immigranten dauerhaft in den USA niederließen, die vorher zeitweilig zur Arbeitsaufnahme in der Landwirtschaft unkontrolliert über die Grenze gegangen waren und nach der Saison und Abschluss der Ernte nach Mexiko zurückgekehrt waren.
Nach den Terroranschlägen vom 11. September 2001 wurde die Sicherung zusätzlich unter dem Aspekt der Terrorabwehr zur Priorität. Weitere Gelder wurden zur Verfügung gestellt.
Im September 2006 verabschiedete der Kongress den Secure Fence Act of 2006, der die Option schuf, Grenzbarrieren auf insgesamt 1400 Kilometer zu erweitern; US-Präsident George W. Bush unterzeichnete es am 26. Oktober 2006. Bushs Nachfolger Obama befürwortete das Gesetz ebenfalls. In den acht Jahren der Regierung Obama wurde der Grenzschutz kontinuierlich ausgebaut.
Eine Studie im Auftrag des Council on Foreign Relations von 2013 kam zum Ergebnis, dass die Grenzschutzbehörden 2010 etwa die Hälfte der Illegalen aufgriffen.

### Präsident Trumps projektierte Grenzmauer

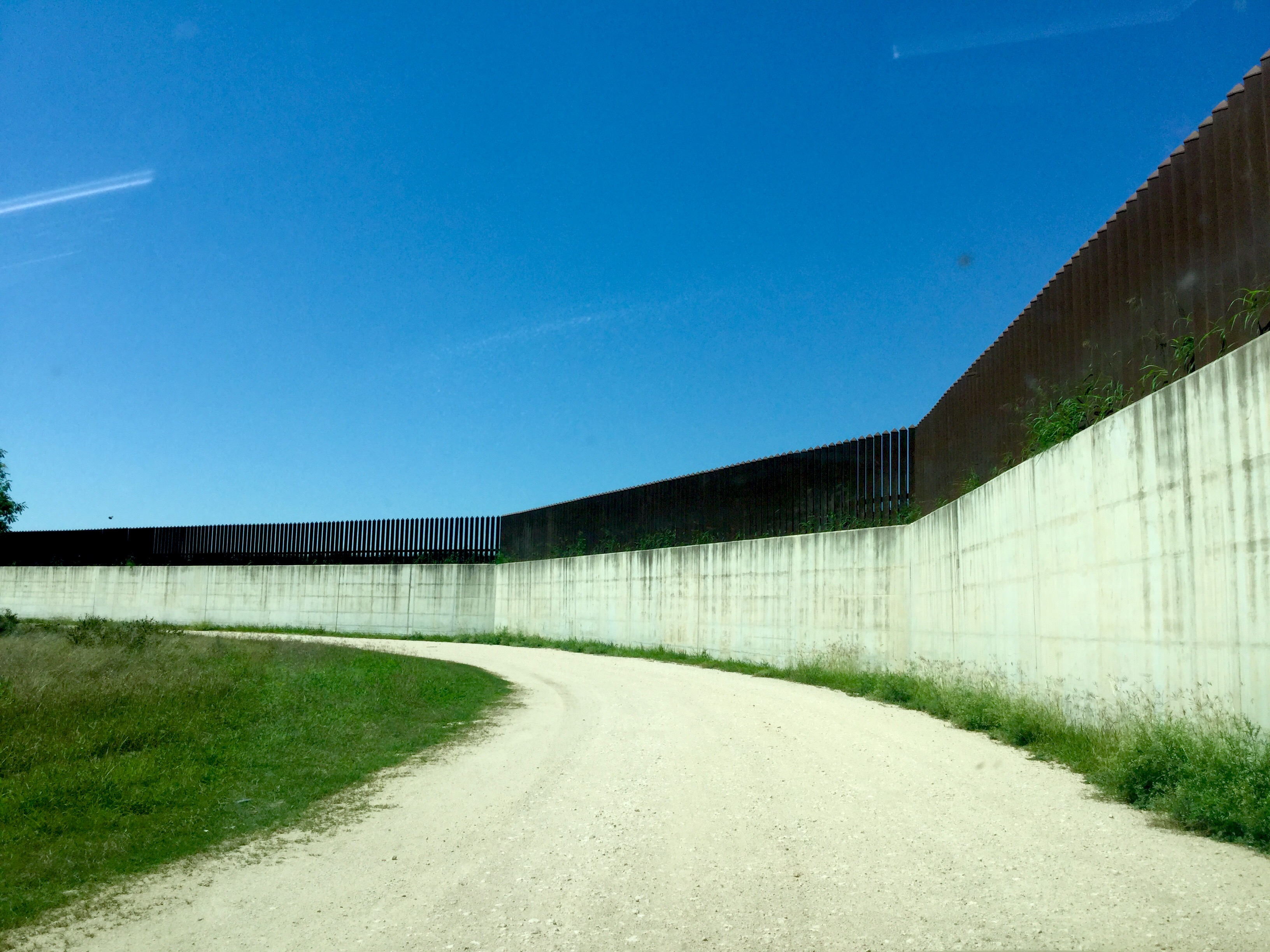
Grenzmauer mit Aufbau bei den Progreso-Lakes, Texas (2016)

Donald Trump, US-Präsident von Januar 2017 bis Januar 2021, beabsichtigte eines der Versprechen aus seinem Wahlkampf umzusetzen: den Bau bzw. die Ergänzung und den Ausbau bestehender Bauwerke an der US-Südgrenze zu einer rund 3200 km langen Mauer. Am 24. März 2017 erließ er ein Dekret zum Bau. Laut der vom Ministerium für Innere Sicherheit der Vereinigten Staaten Mitte März 2017 veröffentlichten Ausschreibung soll die Mauer bis zu neun Meter hoch sein (zum Vergleich, Berliner Mauer: ca. vier Meter Höhe; Sperranlagen zwischen Israel und dem Gazastreifen: bis zu neun Meter hoch), die Kosten wurden auf 12 bis 21 Mrd. US-Dollar geschätzt.
Trump behauptete im Wahlkampf 2016, die Kosten dafür solle und werde der Nachbarstaat Mexiko tragen: In Betracht kämen Einfuhrzölle auf Waren aus Mexiko, höhere Visa-Gebühren oder Abgaben auf Geldüberweisungen nach Mexiko. Als Grund behauptete er unter anderem, Mexiko würde die USA seit Jahren „beim Handel abzocken“. Die mexikanische Regierung lehnte Zahlungen für den Mauerbau wiederholt ab.
Trump konnte die Bewilligung großer Summen für den Mauerbau im ersten US-Haushalt seiner Amtszeit in seiner Partei nicht durchsetzen; der Haushalt für 2017 enthielt keine Mittel für die Erweiterung der Grenzmauer. Im Jahr 2018 bewilligte der US-Kongress verhältnismäßig geringe Gelder zum Ausbau der Grenzanlagen. Im Jahr 2019 berief sich US-Präsident Trump auf seine Befugnisse im Falle eines nationalen Notstands und unter Bezug darauf konnte er Gelder aus dem Verteidigungsetat für den Grenzausbau abzweigen. Am Ende von Donald Trumps Präsidentschaft wurden bis Januar 2021 nach offiziellen Angaben 452 Meilen (727 km) Grenzanlagen neu errichtet. Allerdings wurden davon nur etwa 80 Meilen (129 km) ganz neu errichtet – davon 47 Meilen als Grenzmauer und 33 Meilen als zusätzliche Mauer zur Verstärkung einer schon existierenden. Die übrigen 372 Meilen betrafen Erneuerungen bereits bestehender Grenzabsperrungen.
Trumps Nachfolger als US-Präsident, Joe Biden, verfügte am ersten Tag seiner Amtszeit, dem 20. Januar 2021, einen sofortigen Baustopp für die Mauer.
Trump besuchte Texas im Januar 2021, kurz vor dem Ende seiner Amtszeit. Er feierte die (angebliche) Fertigstellung von mehr als 400 Meilen Grenzmauer und behauptete dabei »Versprechen gegeben, Versprechen gehalten« (promise made – promise kept).

#### Haushaltsstreit und nationaler Notstand
Am 22. Dezember 2018 trat eine Haushaltssperre (Government Shutdown) in Kraft, nachdem sich Präsident und Kongress nicht über einen Haushalt für 2019 einig geworden waren. Trump hatte erklärt, dass die Finanzierung seiner Sperranlage im Haushaltsgesetz enthalten sein müsse, damit er es unterzeichne. Das Repräsentantenhaus hatte darauf ein Haushaltsgesetz verabschiedet, das seinem Wunsch nachkam. Es erhielt jedoch nicht die erforderliche Verabschiedung vom US-Senat, wodurch es zur Haushaltssperre kam. In dem bis 2019 erbittert fortgesetzten Streit um Gelder für den Bau rückte er Anfang Januar von der Absicht ab, eine Mauer aus Beton zu errichten und sprach von einem Zaun aus Stahl. Stahl sei stärker als Beton; er verwies auf die starke Stahlindustrie der Vereinigten Staaten.
Anfang Februar 2019 schickte die Regierung Trump zusätzlich 3750 Soldaten im Rahmen der Operation Faithful Patriot für drei Monate an die Grenze zu Mexiko. Sie sollten unter anderem 240 Kilometer Stacheldraht verlegen und eine Anlage zur Überwachung des Mobilfunks installieren.
Ein von Republikanern und Demokraten im Februar 2019 ausgehandelter Kompromiss im Haushaltsstreit sah 1,375 Milliarden US-Dollar statt der von Trump geforderten 5,7 Milliarden Dollar für Grenzbefestigungen vor.
Am 15. Februar 2019 verkündete US-Präsident Trump auf Grundlage des National Emergencies Act von 1976 eine Notstandsregelung für die Südgrenze der Vereinigten Staaten mit dem Ziel der Eindämmung der illegalen Einwanderung und des Drogenschmuggels in die USA (unter anderem durch Banden wie die Mara Salvatrucha (MS-13)). Trump reagierte damit auf die Weigerung des US-Kongresses zur Bereitstellung von 5,7 Milliarden US-Dollar zum kompletten Bau einer Stahlmauer entlang der Grenze zu Mexiko. In der Einigung im Haushaltsstreit konnte die Trump-Administration nach dem Haushaltsgesetz mit den bewilligten 1,375 Milliarden US-Dollar nur für rund 55 Meilen (88,5 Kilometer) Grenzbarrieren errichten. Der erste Aufbau war im Rio Grande Valley im US-Bundesstaat Texas vorgesehen. Im Rahmen des Nationalen Notstandes sollen weitere Finanzmittel von rund 600 Millionen US-Dollar aus dem Treasury Forfeiture Fund (TFF) des US-Finanzministeriums, 2,5 Milliarden aus dem Haushalt des US-Verteidigungsministeriums (einschließlich der Mittel zur Anti-Drogen-Bekämpfung) sowie 3,6 Milliarden US-Dollar zum militärischen Aufbau durch das US-Verteidigungsministerium bereitgestellt werden, um die Grenzmauer unter anderem durch das United States Army Corps of Engineers zu errichten. Wegen der Verhängung des Notstands reichten 16 Bundesstaaten am 18. Februar 2019 eine Sammelklage gegen die Regierung bei einem Bundesgericht in Kalifornien ein. Kaliforniens Gouverneur Gavin Newsom warf Trump vor, mit dem Notstand die Verfassung zu umgehen. Stellvertretend für eine Naturschutzorganisation und drei Landbesitzer reichte die Organisation Public Citizen Klage gegen Verhängung des Notstands ein. Am 26. Februar verabschiedete das Repräsentantenhaus mit demokratischer Mehrheit und 13 Stimmen von republikanischen Abgeordneten eine Resolution gegen die Verhängung des Notstands.
Das US-Verteidigungsministerium gab am 25. März 2019 eine Milliarde Dollar für die Grenzbefestigung frei, womit es einen Antrag des Ministeriums für Innere Sicherheit der Vereinigten Staaten erfüllte. Mit dem Geld soll bei El Paso ein knapp 92 Kilometer langer Zaun von 5,5 Meter Höhe errichtet, Straßen gebaut und Beleuchtung installiert werden. Der Zaun soll Drogenschmuggel verhindern.
Im April 2019 reichte das US-Repräsentantenhaus mit seiner Mehrheit der Demokraten Klage gegen die Verhängung des Notstands ein. Begründet wurde die Klage damit, dass der Präsident die Vorschriften des Gesetzes über Notstand missbraucht habe. Sein Satz „Ich hätte das nicht machen müssen“ sei ein Hinweis darauf.

#### Zunahme von Zuwanderung in der Regierungszeit von Joe Biden ab 2021
In der Regierungszeit von Joe Biden stieg ab 2021 die Anzahl der Flüchtlinge, die die Grenze überquerten, massiv an. Die in der Regierungszeit von Trump errichteten Mauerbereiche blieben unter Joe Biden bestehen und wurden nicht abgerissen. Im Januar 2023 kündigte Biden bei einem Besuch in El Paso an, eine Drittstaatenregelung einzuführen.

#### Erneuter Ausruf des nationalen Notstands 2025
Nach seiner zweiten Amtseinführung rief Donald Trump für die Grenze zwischen den USA und Mexiko erneut einen nationalen Notstand aus. Die CBP One App, mit denen Migranten bis dahin Termine ausmachen konnten, wurde deaktiviert und bereits vereinbarte Termine wurden gestrichen.

#### Kritik und rechtliche Auseinandersetzungen
Der US-Bundesstaat Kalifornien reichte im September 2017 wegen des geplanten Mauerbaus Klage gegen die Regierung Trump ein: Sie habe sich nicht an Umweltauflagen gehalten, zudem sei es ihr nicht erlaubt, das Bauprojekt in San Diego County und in Imperial County zu genehmigen.
Bei dem 2017 angekündigten Aus- bzw. Neubau der Grenzbefestigung („Kordon“) drohen juristische Auseinandersetzungen z. B. um Landenteignungen: so führt ein ca. 120 Kilometer langer Teilabschnitt durch das Gebiet des Indianervolks Tohono O'odham, welches gegen die Mauer ist.
Die Abriegelung der Grenze durch Befestigungen und Mauern, Grenzpolizei oder Truppen der Nationalgarde der Vereinigten Staaten zur Abwehr von Migranten aus den Haupt-Herkunftsländern El Salvador, Honduras und Guatemala gilt nach Einschätzung des US-Department of Health and Human Services („Ministerium für Gesundheitspflege und Soziale Dienste“) vom Oktober 2018 bei der geltenden Rechtslage als weitgehend wirkungslos, weil sich die Migranten aus Zentralamerika mit dem Wunsch nach Asyl meist selbst an die US-Grenzpolizei wenden und die Beantragung von Asyl legale Einwanderung ist. Außerdem kommen die meisten illegalen Migranten nicht auf dem Landweg in die USA, sondern mit legalen Visa; sie bleiben nach Ablauf des Visums einfach in den USA. Gegen diesen Großteil der illegalen Einwanderung ist die Mauer wirkungslos.

#### Umweltfolgen
Neben einer Klage gegen die „Null-Toleranz-Politik“ der Trump-Administration gegenüber Migranten erhob das Southwest Environmental Center auch Klage wegen der Umweltfolgen der geplanten beziehungsweise im Bau befindlichen Erweiterung der Grenzbefestigungen: Die stark überdurchschnittliche Artenvielfalt der Chihuahua-Wüste und der umliegenden Berge und Flüsse werde durch die erfolgende Perfektion der Fragmentierung der Lebensräume mit der Behinderung beziehungsweise Unterbrechung der Wanderungsmöglichkeiten seltener Tierarten wie Berglöwe, Graufuchs oder Jaguar stark bedroht.

## Situation in unterschiedlichen Bundesstaaten

### Kalifornien
Der erste systematische Schritt war die Operation Gatekeeper im Bereich Kaliforniens. Dadurch wurden die Sperranlagen zwischen 1994 und 2000 von San Diego nach Osten in Richtung Yuma ausgedehnt.
Die Befestigung der Grenze vor allem in der Nähe der offiziellen Grenzübergänge führt nach Ansicht von Flüchtlingsorganisationen dazu, dass Migranten weiter in die unerschlossenen und klimatisch harscheren Regionen ausweichen. Dort kommen sie dann aber häufiger ums Leben. So stieg die Zahl der Toten an der kalifornischen Grenze nach dem Ausbau der Sperranlagen zwischen 1994 und 2000 um rund 500 %. Im kalifornischen Grenzabschnitt kommen Migranten typischerweise durch Ertrinken ums Leben. Sie sterben im All American Canal oder dem New River nahe Calexico. Weitere ertrinken im Pazifischen Ozean, wenn sie versuchen, von Tijuana nach San Diego um die bestehende, fünf Meter hohe und bis ins Meer gebaute Mauer zu schwimmen. Tod durch Hitze ist ein weiterer Faktor, er tritt in den Wüsten und Bergen des Imperial Valleys auf. Seit dem Ausbau der Grenze machen Unfälle von Migranten auf Highways nur noch einen geringen Teil aus. Bis in die 1990er Jahre war der typische Tod ein Autounfall beim Überqueren der stark befahrenen Freeways zu Fuß.

### Arizona
Im Zuge der Sicherung der kalifornischen Grenzen wichen die Migranten stärker nach Arizona aus. Der Ausbau der Grenze in Arizona unter dem Namen Safeguard begann etwa 1999. 2002 wurden auf den 14 %, die Arizona an der Gesamtlänge der Grenze ausmacht, rund ein Drittel aller Migranten aufgegriffen. Die Zahl der Toten im südlichen Arizona stieg kurz nach 2000 um mehr als das Zehnfache. In Arizona sterben die Migranten weit überwiegend durch Hitze in der Wüste, vor allem in der nahezu unbesiedelten Tohono O’odham Nation Reservation.

### New Mexico
Der kleine Anteil der Grenze in New Mexico ist wegen der schlechten Erreichbarkeit auf beiden Seiten bisher kein bedeutender Ort des illegalen Übertritts. Deshalb gibt es hier auch keine umfangreichen, technischen Sicherungsmaßnahmen.

### Texas
In Texas gab es nach ersten Maßnahmen unter den Namen Operation Blockade bzw. Hold the Line 1993 einen systematischen Ausbau unter der Bezeichnung Rio Grande ab 1997. In früheren Jahrzehnten starben Migranten in Texas vorwiegend durch Ertrinken im Rio Grande.
Der unmittelbare Grenzbereich lässt sich kaum kontrollieren, deshalb baut die United States Border Patrol Kontrollpunkte an den großen Verkehrsachsen im Inneren von Süd-Texas auf. Die wichtigsten liegen im Bereich Falfurrias am U.S. Highway 281. Um diese zu umgehen, werden die Migranten von Schmugglern kurz nach der Grenze per Auto aufgenommen, jedoch vor Falfurrias zunächst wieder abgesetzt, um weit dahinter wiederum aufgenommen zu werden. Die Migranten wandern über weite Strecken durch ungebahntes Gebiet mit Wüstenklima, um die Kontrollpunkte zu umgehen. Sie sterben zumeist auf dem Gebiet privater Ranches, so dass kein direkter Zugang von Behörden besteht und es keine genauen Zahlen gibt.

### Folgen
Die Befestigung der Grenze führte zu einer weiteren Verdrängung der Migration in unerschlossene Gebiete, wo die Risiken wesentlich höher sind. Dazu passt, dass das Verhältnis zwischen Toten und an der Grenze Aufgegriffenen seit etwa 2005 deutlich angestiegen ist.
Die US Border Patrol registrierte zwischen 1998 und 2013 insgesamt 6029 Todesfälle von illegalen Migranten an der US-Grenze zu Mexiko. Für die Zeit zwischen 1985 und 1998 werden etwa 3300 Todesfälle angenommen. Ältere Zahlen gibt es nicht.
Im Oktober 2007 verglich Felipe Calderón, damals mexikanischer Präsident, den Ausbau der Grenzanlagen mit der Berliner Mauer und auch Amnesty International kritisierte den Bau. Organisationen wie No more Deaths versuchen humanitäre Hilfe zu leisten und die Zustände an der Grenze zu dokumentieren. Die Aktivisten der Organisation Border Angels („Engel der Grenze“) begannen ihre Unterstützung von Migranten damit, Wasserflaschen in der Wildnis zu deponieren, später weiteten sie ihren Einsatz auf die Unterstützung und Versorgung festsitzender Migranten aus. Die Zahl der Unterstützer wuchs von einigen Dutzend auf mehr als 500 bis Anfang des Jahres 2019. Besonders groß war der Zuwachs seit Trumps Amtsantritt.

## Mexiko
Vor dem Hintergrund einer angespannten Sicherheitslage und teilweise schwieriger wirtschaftlicher Verhältnisse in Mexiko ist es kaum möglich, abzuschätzen, wie dort die Migrationswege verlaufen. Bekannt ist, dass Migranten aus El Salvador, Guatemala und Honduras die größten Zahlen der mittel- und südamerikanischen Migranten in die USA ausmachen. Wenn sie sich auf eigene Faust an die US-Grenze durchschlagen wollen und nicht bereits für den Transfer durch Mexiko Schlepper bezahlen, werden sie in der Regel Opfer von Erpressern, gewalttätigen Drogenbanden und korrupten Offiziellen. Zahlen liegen nicht vor, immer wieder werden Massengräber von Opfern gefunden.

## Tödliche Schüsse der United States Border Patrol
Der schnelle Ausbau der United States Border Patrol führte nach Medienberichten dazu, dass weder Mannschaften noch leitende Beamte sorgfältig ausgewählt und ausgebildet worden seien. In den Jahren 2007 bis 2012 hätten trotz anderslautender Einsatzrichtlinien Beamte in mindestens zehn Fällen über die Grenze nach Mexiko geschossen und dabei in sechs Fällen unbeteiligte mexikanische Bürger tödlich getroffen. Die verantwortlichen Beamten seien in keinem der Fälle strafrechtlich verurteilt worden. Im September 2015 wurde erstmals ein Angehöriger der Border Patrol von einem Bundesanwalt wegen Schüssen über die Grenze angeklagt.